# Рахман, Латифур
Латифур Рахман (бенг. লতিফুর রহমান; 1 марта 1936, Джессор — 6 июня 2017, Дакка) — государственный деятель Бангладеш. Был исполняющим обязанности премьер-министра Бангладеш в 2001 году.

## Биография
Родился 1 марта 1936 года в Джессоре. После окончания школы, получил высшее образование в Университете Дакки по специализации — английская литература. Впоследствии он также получил диплом бакалавра по юриспруденции.
В 1960 году Латифур стал работать юристом при Верховном суде Бангладеш. В 1979 году, он был назначен судьёй Верховного суда, где продолжал работать вплоть до 28 февраля 2001 года.
В соответствии с конституционным положением страны для временного правительства, Латифур Рахман (как главный судья Бангладеш), принял присягу в качестве исполняющего обязанности премьер-министра государства 15 июля 2001 года. Ушёл в отставку после того как Халеда Зиа победила в выборах.
Умер 6 июня 2017 года в больнице Саморита в Дакке.